# Chlorops minutulus
Chlorops minutulus är en tvåvingeart som beskrevs av Malloch 1930. Chlorops minutulus ingår i släktet Chlorops och familjen fritflugor.
Artens utbredningsområde är Samoa. Inga underarter finns listade i Catalogue of Life.